# Lithops gracilidelineata
Lithops gracilidelineata es una especie de planta suculenta perteneciente a la familia Aizoaceae que es nativa de Namibia. 

## Descripción
Forma grupos de dos hojas acopladas, divididas por una fisura por donde aparecen las flores. Cada par de hojas forman el cuerpo de la planta que tiene forma cilíndrica o cónica con una superficie plana. De la fisura entre las hojas brota, en periodo vegetativo, las nuevas hojas y en cuanto se abren, las antiguas se agostan. 

## Taxonomía
Lithops gracilidelineata fue descrita por  Kurt Dinter, y publicado en Sudwestafr. Lithopsart. 18 1928.
Etimología
Lithops: nombre genérico que deriva de las palabras griegas: "lithos" (piedra) y "ops" (forma).
gracilidelineata: epíteto latino 
Sinonimia
- Lithops gracilidelineata subsp. gracilidelineata (1928)
- Lithops pseudotruncatella var. gracilidelineata (Dinter) B. Fearn
- Lithops pseudotruncatella f. waldronae (de Boer) B. Fearn
- Lithops gracilidelineata var. waldronae de Boer (1963)
- Lithops streyi Schwantes (1951)
- Lithops gracilidelineata subsp. brandbergensis (de Boer) D.T. Cole[2]